# Frederic Mompou

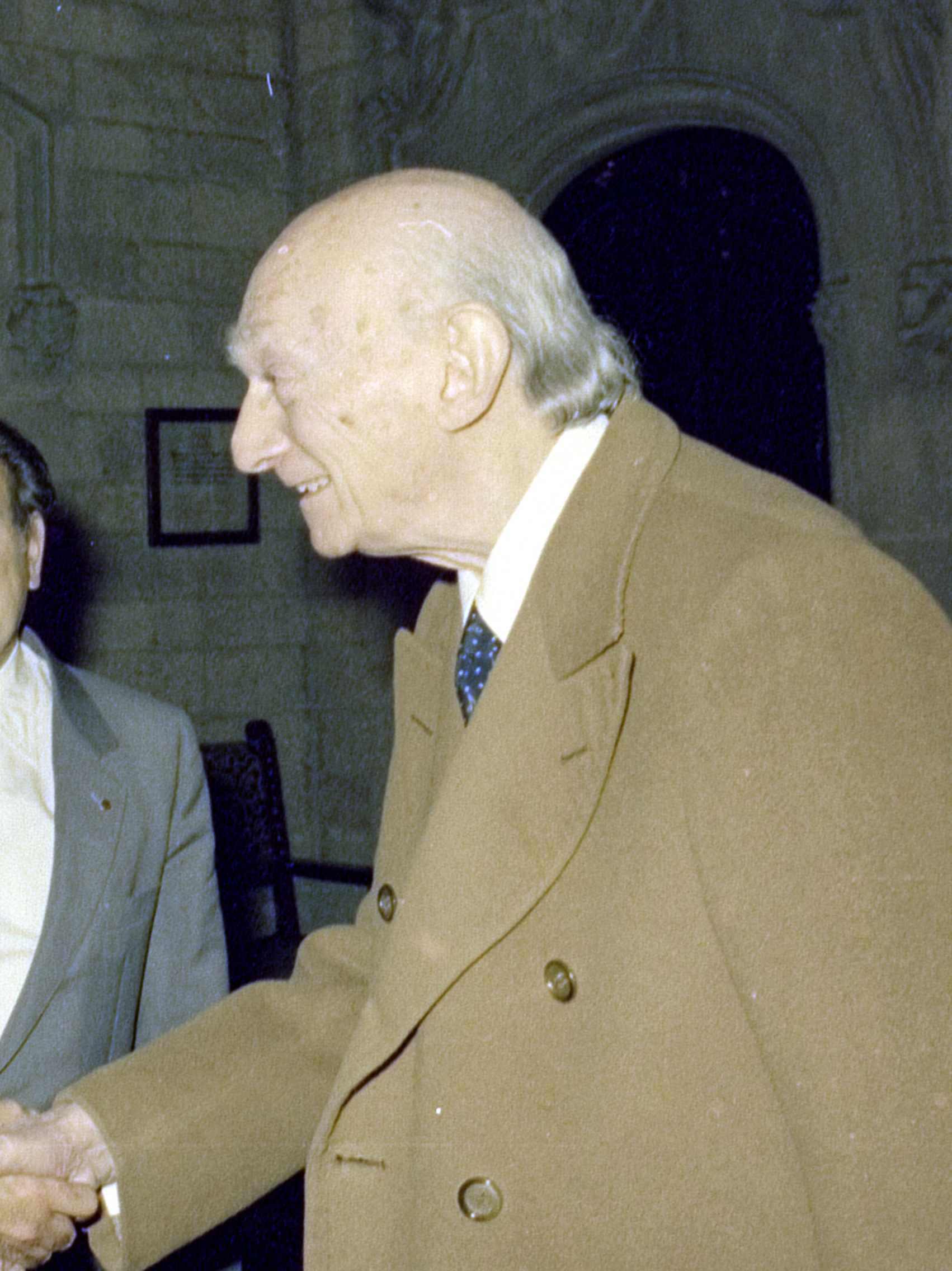
Frederic Mompou (1980)

Frederic Mompou i Dancausse, span. auch Federico Mompou (* 16. April 1893 in Barcelona; † 30. Juni 1987 in Barcelona) war ein spanischer Komponist und Pianist.

## Leben
Federico Mompous Vater, ein Rechtsanwalt, war Katalane, seine Mutter Französin. Er bekam seinen ersten Klavierunterricht von einer seiner Tanten. Mit fünfzehn Jahren gab er sein erstes öffentliches Klavierkonzert und beschloss 1909, infolge eines von Gabriel Fauré gegebenen Konzerts, Komponist zu werden. Er studierte zunächst am Conservatorio del Liceo in Barcelona und ging 1911 mit den Empfehlungen von Enrique Granados an Gabriel Fauré nach Paris ans Konservatorium, wo er weiteren Klavierunterricht bei Ferdinand Motte-Lacroix nahm. Im selben Jahr komponierte er den ersten Teil seiner Suite für Klavier. Er war stark beeinflusst von Claude Debussy und Erik Satie. Aufgrund seiner extremen Schüchternheit gab er die angestrebte Pianistenkarriere auf und widmete sich nur noch dem Komponieren. Klavier spielte er nur noch für seine engsten Freunde.
Nach Ausbruch des Ersten Weltkriegs kehrte er nach Barcelona zurück, wo er seine ersten wichtigen Kompositionen schrieb, die Impresiones intimas, Cants Màgics und Escenas de niños. 1920 ging er wieder nach Paris. 1924 eröffnete er eine Confiserie, die schnell bankrottging. Bis 1937 komponierte er nicht mehr, aufgrund einer Nervenschwäche. Im gleichen Jahr erlitt sein Bruder einen Tuberkulose-Anfall, der Vater starb. Die Mutter heiratete 1938 wieder. Mompou blieb bis 1941 in Paris, dann floh er vor der deutschen Besatzung nach Barcelona.
1941 lernte Mompou auf einem Klavierwettbewerb die Pianistin Carmen Bravo kennen. Nach einer langen Freundschaft heirateten beide 1957. In dieser Zeit begann Mompous zweite Kompositionsphase. 
Federico Mompou gehörte der Reial Acadèmia Catalana de Belles Arts de Sant Jordi in Barcelona an. Er lebte zurückgezogen bis zu seinem Tod 1987 im Alter von 94 Jahren. Mompou fand seine letzte Ruhe im städtischen Friedhof von Barcelona, dem Cementiri de Montjuïc.
Federico Mompou war befreundet mit Heitor Villa-Lobos, Francis Poulenc, Darius Milhaud, Paul Valéry und Arthur Rubinstein.

## Werk

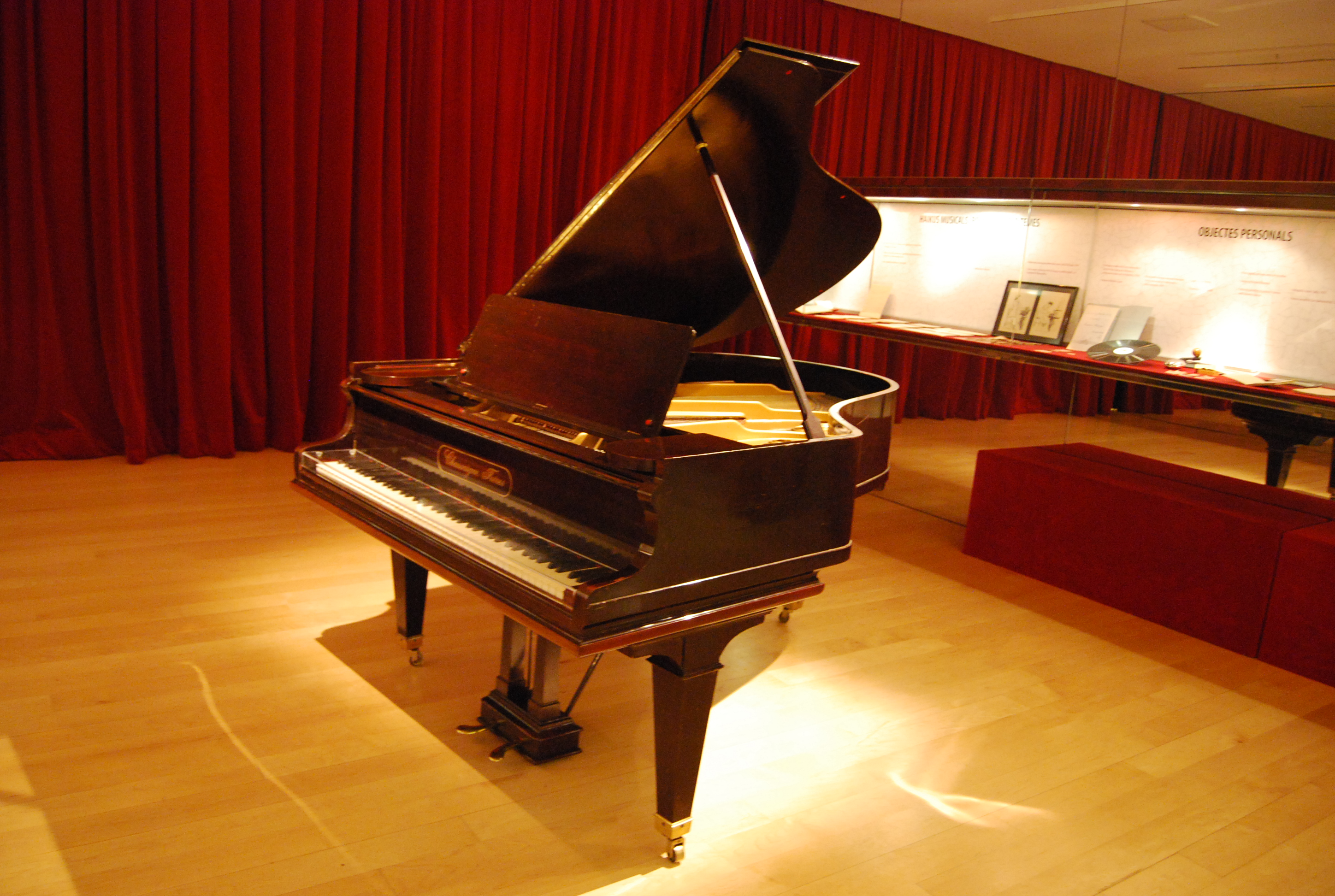
Mompous Klavier im Museu de la Música, Barcelona

Der Einfluss der französischen Impressionisten zeigt sich deutlich in Mompous Werken, die überwiegend für Klavier solo geschaffen wurden. Insbesondere Erik Satie wird als Vorbild für die leicht dissonierenden Klänge bemüht, die Mompou in seinem Stil der „notierten Improvisation“ festhielt. Auch die Glockenklänge seiner Kindheit scheinen Mompous Kompositionen beeinflusst zu haben. Oft klingen die Töne lang aus wie Glocken. Mompou schrieb fast ausschließlich Miniaturen: kurze, langsame, schmucklose Stücke mit wenigen Tönen. Selten sind virtuose Passagen zu hören. Mompous Kompositionen sind – und darin gleicht er vor allem dem frühen Satie – minimalistisch, getreu seinem Wunsch, „keine Note zu viel und keine Note zu wenig zu schreiben“. Vor allem aber nahm sich Mompou Zeit. Die Komposition vieler Werke und Zyklen erstreckte sich über Jahrzehnte.
Vom berühmten Prix de Rome hielt der Komponist wenig und beklagte, dass deren Jury eine mittelmäßige Sinfonie küre, aber keinen Blick für eine einzige Seite guter Musik habe.
Im Jahr 2011 wurde auf Basis seiner Komposition Suburbis ein Theaterstück vom Theaterensemble 360° in Berlin inszeniert.

## Werkauswahl

### Kompositionen für Klavier solo
- Impresiones intimas - Planys (1911–1914)
- Pessebres (1914–1917)
- Scènes d’enfants (1915–1918)
- Suburbis (1916–1917)
- Cants màgics (1917–1919)
- Fêtes lointaines – six pièces pour piano (1920)
- Charmes (1920–1921)
- Trois variations (1921)
- Cançons i danses (1921–1979)
- Dialogues (1923)
- Préludes (1927–1960)
- Souvenirs de l'Exposition (1937)
- Variations sur un thème de Chopin (1938–1957)
- Paisajes (1942–1960)
- Canción de cuna (1951)
- Musica Callada (Primer cuaderno – 1959, Segundo cuaderno – 1962, Tercer cuaderno – 1965, Cuarto cuaderno – 1967)

### Kompositionen für Stimme und Klavier
- L'hora grisa (1916)
- Cuatro Melodías (1925)
- Comptines (1926–1943)
- Combat del somni (Traumkampf) auf Texte des Dichters Josep Janés (1942–1950)
- Cantar del alma (1951)

### Sonstige Werke
- Los Improperios für Baritonsolo, Chor und Orchester (1964)
- Cantar del alma für Chor und Orgel (1951)
- Suite compostelana für Gitarre (1962)
- El pont für Violoncello und Klavier (1976)
- Cançó i dansa No. 13 für Gitarre (1986)
- Cançó i dansa No. 10, ursprünglich für Klavier, vom Komponisten selbst für Gitarre transkribiert.

## Aufnahmen
- Sämtliche Klavierwerke:
  - Complete piano works (4 CDs), gespielt vom Komponisten, Brilliant Classics, 1974.
  - The Piano Music (4 CDs), Martin Jones, Nimbus, 2004.
- Música Callada:
  - mit Herbert Henck, ECM, 1995.
  - mit Jordi Masó, Naxos, 2000.
  - mit Javier Perianes, harmonia mundi, 2006.
  - mit Albert Attenelle, 2013.
  - mit Alice Ader, paraty, 2017.
  - mit Lilit Grigoryan, Orchid Classics, 2021.
- Combat del somni:
  - Las locas per amor mit Christiane Oelze, Berlin Classics, 1999.
  - The Maiden and the Nightingale. Songs of Spain mit Victoria de los Ángeles, EMI 2004 (arr. für Orchester von Antoni Ros-Marbà).
  - Victoria de los Angeles: Tokyo live '86, Camerata, 1996.
  - The Comeback Classics mit José Carreras, Sony Classics, 1991.
  - Casta Diva mit Montserrat Caballé, RCA, 1994.
  - Combat del Somni mit Marisa Martins, Columna Música, 2004.
  - mit Virgínia Parramon, harmonia mundi, 2007 (arr. für Kammerorchester vom Komponisten, 1965).
  - Combat del Somni mit Anna Alàs Jové Alexander Fleischer. Seedmusic, 2019.
- Improperios:
  - mit Jerzy Artysz und dem Cor de Valencia, Dirigent: Josep Pons, harmonia mundi, 2007.